# Nadav Guedj

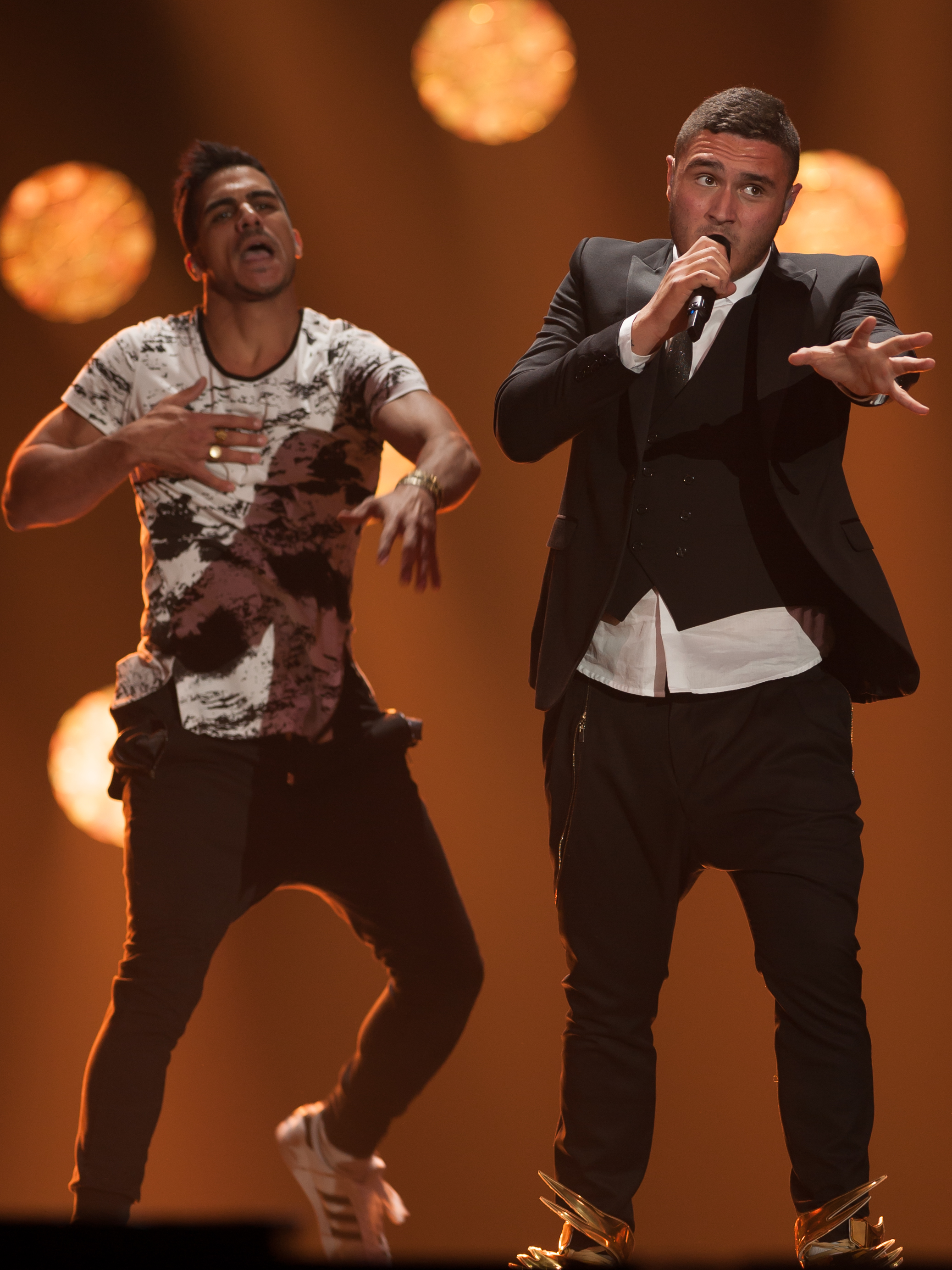
Nadav Guedj 2015

Nadav Guedj, נדב גדג', nascut el 2 de novembre de 1998 a París, França, és un cèlebre cantant israelià.
El 17 de febrer del 2015 va guanyar el programa de caça-talents Hakochav Haba (la versió israeliana del reality show Rising Star) i acabà, posteriorment, escollit com a representant d'Israel al concurs d'Eurovisió en la seva versió de 2015, celebrada a Viena (Àustria). La cançó escollida per representar el país aquell any fou "Golden Boy" ("El Noi d'Or").